# TFX (videojuego)
TFX, siglas en inglés de Caza Táctico Experimental (TFX, Tactical Fighter eXperiment), era uno de los simuladores de vuelo de combate precursor que ayudó a definir los estándares de simuladores de vuelo de combate modernos, junto con Tornado, F14 Fleet Defender y la serie Falcon.
TFX fue programado por la compañía británica Digital Image Design y publicado por Ocean Software en 1993.
La versión Amiga AGA, inicialmente planificada para ser liberada junto con la versión de PC, fue finalmente cancelada. En octubre de 1997, el juego fue liberado por CU Amiga.

## Jugabilidad (Gameplay)
El piloto puede volar 3 aeronaves: El Eurofighter, el F-22 y el F-117. La carga útil para cada aeronave puede ser configurada por el jugador según el tipo de misión.
Los posibles modos de juego incluyen un modo de acción inmediata tipo arcade, misiones personalizadas o una campaña (Tour of Duty).
En el modo de campaña te ves tomando la función de un piloto de vuelo para una ficticia Fuerza Aérea de las Naciones Unidas, que vuela misiones en uno de cinco teatros (Colombia, Somalia, Libia, los Balcanes y también las Islas Georgias del Sur). El período de servicio (tour of duty) fue diseñado para ofrecer un enfoque de tipo "culebrón", donde las acciones del jugador afectarían al mundo y a las siguientes misiones, así como la reacción en primera página de las publicaciones según a lo que hizo el jugador.  El Eurofighter finalmente voló para las Naciones Unidas de verdad en marzo de 2011 como parte de la ONU en aplicación del área de exclusión aérea en Libia.
Las partes interactivas del juego fueron reducidas a imágenes quietas u omitidas por completo para la versión de Amiga, que, a pesar de que nunca fue oficialmente liberada por Ocean, fue incluido más tarde como un juego de regalo en la revista CU Amiga. Había también un port experimental producido para PSX poco después de su liberación. El motor "Soap Opera" fue manualmente programado en TFX, pero sería alterado para convertirse en automatizado en juegos futuros. Amiga Computing dio al juego un índice de 90% a pesar de que cuestionaron su estabilidad en la plataforma básica Amiga 1200.